# Monticello, Quận Green, Wisconsin
Monticello là một làng thuộc quận Green, tiểu bang Wisconsin, Hoa Kỳ. Năm 2006, dân số của làng này là 1146 người.